# Predigerseminar Soest
Das Predigerseminar Soest, zuletzt Predigerseminar der Evangelischen Kirche von Westfalen, war ein Predigerseminar für die nachuniversitäre Ausbildung von Pastoren der westfälischen Landeskirche. Es bestand 107 Jahre und befand sich in Soest in direkter Nachbarschaft der Kirche Neu-St. Thomä. Der Standort wurde zum 31. Januar 1999 geschlossen und das Seminar zunächst als Abteilung im Institut für Aus-, Fort- und Weiterbildung der westfälischen Landeskirche im Haus Villigst in Villigst fortgeführt. Seit 2009 betreiben vier westdeutsche Landeskirchen das Seminar für pastorale Ausbildung in Wuppertal als gemeinsames Predigerseminar.
Das Predigerseminar Soest ist bzw. war nicht identisch mit dem Kirchlichen Auslandsseminar in Soest.

## Hintergrund
Die Evangelische Landeskirche der älteren Provinzen Preußens eröffnete das evangelische Predigerseminar in Soest am 26. Februar 1892 in den Gebäuden des 1814 säkularisierten Minoritenklosters. Zwischen 1819 und 1881 befand sich an dieser Stelle das Lehrerseminar für Westfalen. Vorbildlich für die Einrichtung des Predigerseminars sollte das 1817 gegründete Predigerseminar in Wittenberg sein. Die ursprüngliche Zuständigkeit des Predigerseminars erstreckte sich auf die westfälische und die rheinische Kirchenprovinz. Zunächst gehörten auch die evangelisch-reformierten Kandidaten zu den Adressaten der Ausbildung. 1929 wurde für diese ein eigenes evangelisch-reformiertes Kandidatenstift in Wuppertal-Elberfeld gegründet. Für die Kandidaten der rheinischen Kirchenprovinz gibt es seit 1930 ebenfalls ein eigenes Seminar, das sich zunächst in Düsseldorf befand, danach in Bad Kreuznach seinen Sitz hatte.
Während des so genannten Dritten Reichs wirkte sich die Spaltung der altpreußischen evangelischen Kirche auch auf die Arbeit des Predigerseminars aus: So war das Soester Seminar 1934–1937 geschlossen. Während dieser Zeit bestand ein Seminar der Bekennenden Kirche in Bielefeld-Sieker. In den folgenden Jahren gab es zeitweise mehrere Ausbildungsorte, so 1937–1941 das Seminar des altpreußischen Evangelischen Oberkirchenrates in Bünde-Dünne sowie 1938–1939 das Seminar der Deutschen Christen in Burgsteinfurt.
Das Soester Seminargebäude wurde 1945 durch Bomben vollständig zerstört (6. Dezember 1944 sowie 7. März 1945), so dass der Seminarbetrieb im Haus Kupferhammer (Brackwede bei Bielefeld) durchgeführt wurde. Am 23. Juli 1953 entschied sich die Westfälische Landessynode in einer Kampfabstimmung für den Soester Standort. Dies ist auch als eine Reaktion auf den in Soest nach dem Zweiten Weltkrieg erstarkenden Katholizismus zu sehen. Die Neubauten des Seminars wurden am 15. November 1955 bezogen. Zugleich bestand von 1959 bis 1971 ein weiteres Seminar in Dortmund.
Frauen waren am Seminar seit 1961 zugelassen.

## Seminardirektoren (seit 1955 mit dem Titel „Ephorus“)
- Theodor Nottebohm 1891–1901
- Gotthold Müller 1901–1909
- Julius Jordan 1909-1912
- Otto Zänker 1912–1924
- Karl Winter 1924–1936
- Wilhelm Bartelheimer 1937 (kommissarisch)
- Friedrich Schauer 1937–1945
- Edmund Schlink, 1945–1946
- Hans-Heinrich Wolf, 1946-1947 (kommissarisch)
- Hans Thimme 1947–1957
- Werner Danielsmeyer 1957–1965
- Alex Funke 1965–1968
- Helmut Flender 1968–1979 (von 1971 bis 1979 war Flender zusammen mit Peter Stolt Ephorus am Predigerseminar)
- Peter Stolt 1971–1982
- Rolf-Walter Becker 1982–1992
- Werner M. Ruschke 1993–1999

## Weitere Personen, die am Seminar gelehrt haben (Auswahl)
- Wilhelm Möller, 1900 Inspektor des Predigerseminars
- Johannes Hymmen, 1903 Inspektor des Predigerseminars
- Friedrich Büchsel, 1907–1909 Inspektor des Predigerseminars
- Hermann Schafft, 1909–1910 Inspektor des Predigerseminars
- Hermann Werdermann, 1913 Studieninspektor am Predigerseminar
- Reinhard Mumm, hatte 1960–1967 einen Lehrauftrag am Seminar
- Martin Stiewe, 1962–1967 Studieninspektor am Predigerseminar
- Siegfried Kettling,  Studieninspektor am Predigerseminar
- Gnana Robinson, 1987–1993 Gastprofessor am Predigerseminar